# Soulsation!
Soulsation! – box set grupy The Jackson 5 wydana w 1995 roku. Dysk 4 zawiera rzadkie i niepublikowane wcześniej utwory.

## Lista utworów

### Dysk 1
1. "I Want You Back"
2. "Who’s Lovin’ You"
3. "You've Changed"
4. "Stand!"
5. "Can You Remember"
6. "ABC"
7. "The Love You Save"
8. "I Found That Girl"
9. "La-La (Means I Love You)"
10. "I'll Bet You"
11. "(Come 'Round Here) I’m the One You Need"
12. "The Young Folks"
13. "I’ll Be There"
14. "Goin' Back to Indiana"
15. "Can I See You in the Morning"
16. "Mama’s Pearl"
17. "Reach In"
18. "Christmas Won't Be the Same This Year"
19. "Santa Claus Is Coming to Town"
20. "Never Can Say Goodbye"
21. "Maybe Tomorrow"
22. "She’s Good"

### Dysk 2
1. "Got To Be There" (Michael Jackson)
2. "People Make the World Go 'Round" (Michael Jackson)
3. "Teenage Symphony"
4. "Sugar Daddy"
5. "Ain’t Nothing Like the Real Thing"
6. "Lookin’ Through the Windows"
7. "Doctor My Eyes"
8. "Little Bitty Pretty One"
9. "If I Have to Move a Mountain"
10. "Rockin’ Robin" (Michael Jackson)
11. "I Wanna Be Where You Are" (Michael Jackson)
12. "Ben" (Michael Jackson)
13. "Skywriter"
14. "You Made Me What I Am"
15. "Hallelujah Day"
16. "Touch"
17. "Corner of the Sky"
18. "The Boogie Man"
19. "Get It Together"
20. "Dancing Machine"
21. "It's Too Late to Change the Time"
22. "Whatever You Got, I Want"

### Dysk 3
1. "The Life of the Party"
2. "I Am Love"
3. "If I Don’t Love You This Way"
4. "Mama I Got A Brand New Thing (Don't Say No)"
5. "Forever Came Today"
6. "Body Language (Do the Love Dance)"
7. "All I Do Is Think of You"
8. "Moving Violation" (Listed as "It's A Moving Violation")
9. "(You Were Made) Especially for Me"
10. "Honey Love"
11. "That's How Love Goes" (Jermaine Jackson)
12. "Daddy's Home" (Jermaine Jackson)
13. "Just a Little Bit of You" (Michael Jackson)
14. "Love is the Thing You Need"
15. "The Eternal Light"
16. "Pride & Joy"
17. "You're My Best Friend, My Love"
18. "Joyful Jukebox Music"
19. "Love Don't Wanna Leave" (Jackie Jackson)

### Dysk 4
1. "Can't Get Ready for Losing You" - 3:48
2. "You Ain’t Giving Me What I Want (So I'm Taking It All Back)"
3. "Reach Out I’ll Be There" - 3:44
4. "I’m Glad It Rained" - 4:02
5. "A Fool for You" - 4:33
6. "It’s Your Thing" - 3:40
7. "Everybody Is a Star" - 3:01
8. "I Need You" (Jermaine Jackson) – 3:25
9. "Ooh, I'd Love to Be with You"* - 2:46
10. "Just a Little Misunderstanding" - 2:40
11. "Jamie" - 3:30
12. "Ask the Lonely" - 3:24
13. "We Can Have Fun" - 3:21
14. "I Hear a Symphony" - 2:32
15. "Let's Have a Party" - 3:10
16. "Love Scenes" - 2:40
17. "LuLu" - 2:39
18. "Money Honey" - 2:55
19. "Coming Home" - 3:04